# 布拉克內爾
布拉克內爾（英語：Bracknell），英國英格蘭東南區域布拉克內爾森林（二級行政區─區級）的鎮和行政總部，2001年有50,131人口。在某些情況下，布拉克內爾屬伯克郡（一級行政區─郡級）一部分，詳見「#從屬」段落。